# Sayeed Shahidi
Sayeed Shahidi (* 14. Februar 2003 in Minneapolis, Minnesota) ist ein US-amerikanischer Schauspieler, der vor allem als Kinderdarsteller und Model in Erscheinung tritt.

## Leben
Sayeed Shahidi wurde am 14. Februar 2003 als zweites Kind, nach seiner Schwester Yara und vor einem noch jüngeren Bruder, der Afroamerikanerin Keri-Salter Shahidi, die unter anderem selbst als Model und Schauspielerin tätig ist, und des iranischstämmigen Fotografen und Kameramanns Afshin Shahidi in Minneapolis, der bevölkerungsreichsten Stadt des US-Bundesstaates Minnesota, geboren. Bereits in jungen Jahren wurde er von seinen Eltern als Model im Fernsehen oder in Print-Werbekampagnen eingesetzt und hatte im Jahre 2004 seinen ersten nennenswerten Filmauftritt, als er im Kurzfilm Till Death an der Seite von Jill Czarnowski, Lynn Hermanson, Nicole Randall Johnson, Harry Karp, Tava Smiley oder Stephen Snedden mitwirkte. In weiterer Folge wurde er oftmals an der Seite seiner älteren Schwester Yara und seiner Mutter in Werbespots bekannter Marken und Unternehmen (unter anderem für die Bank of America, Walmart, Payless ShoeSource oder die The ADT Corporation) eingesetzt und kam ab 2008 bzw. speziell ab 2009 zu vermehrten Einsätzen in Film und Fernsehen. Während er 2008 noch in einer unwesentlichen Rolle in der ABC-Serie Samantha Who? zu sehen war, sah man ihn im darauffolgenden Jahr bereits in einer Nebenrolle als Bill in In the Motherhood, einer weiteren ABC-Sitcom, in der er an der Seite seiner Schwester agierte. Dabei wirkte er in sechs der insgesamt nur sieben Episoden mit. Weiter spielte er 2009 im Pilotfilm Bless This Mess unter der Regie von James Widdoes mit; die Serie wurde allerdings nie von einem Sender übernommen und somit auch nicht weiter produziert.
2010 folgten für Sayeed Shaidi Auftritte in jeweils einer Episode von Ehe ist… und 100 Questions sowie eine Rolle im Spielfilm Unthinkable – Der Preis der Wahrheit unter der Regie von Gregor Jordan. Im Film wirkte er nicht nur neben Schauspielern wie Samuel L. Jackson, Carrie-Anne Moss oder Michael Sheen, sondern auch an der Seite seiner älteren Schwester mit. In der deutschsprachigen Synchronfassung des Filmes wird ihm die Stimme vom deutschen Schauspieler und Synchronsprecher Cedric Eich geliehen. Weiters war er ab dem Jahr 2010 bis 2011 in vier Episoden der NBC-Serie The Event in der Rolle des David Martinez zu sehen und übernahm 2011 ebenfalls einen für drei Episoden wiederkehrenden Charakter als Charlie James in Desperate Housewives. In der deutschsprachigen Synchronfassung lieh ihm Ben Hadad die Stimme. Neben Gastauftritten in je einer Folge von Pair of Kings – Die Königsbrüder und Happy Endings hatte er 2011 neben seiner älteren Schwester Yara auch eine Nebenrolle als Dakota in Gil Jungers Fernsehfilm Rip City inne. Ab 2012 kam er zu Einsätzen im Drama The Last Fall von Matthew A. Cherry und in der Hauptrolle mit Lance Gross, sowie, abermals an der Seite ihrer Schwester, im Thriller Alex Cross unter Regisseur Rob Cohen, als er Damon Cross, den Sohn des Hauptcharakters, mimte. Auch hierbei trat seine Schwester, die ebenfalls im Film seine Schwester spielte, mit.
Neben einer Sprechrolle in einer Episode von Doc McStuffins, Spielzeugärztin und einem Auftritt in ebenfalls einer Folge von Dr. House wurde er zusammen mit seiner älteren Schwester in Byron Allens Serie The First Family gecastet, wobei die beiden auch in der Serie Geschwister spielen. Während Yara in den Jahren 2012 bis 2013 laut der Internet Movie Database auf Einsätze in 23 verschiedenen Episoden gekommen sein soll, soll Sayeed in 22 Folgen eingesetzt worden sein. Nachdem er 2014 lediglich in einer Episode der CBS-Actionserie Intelligence zu sehen war, wurde er ab 2015 wieder für längerfristige Engagements gebucht. So unter anderem als wiederkehrender Charakter des Will Bishop in sechs Episoden der vierten Staffel von Switched at Birth. Weiters wirkte er als Gastdarsteller in einer Episode von Michael Seitzmans Code Black mit. Auch im Jahre 2015 sah man ihn zusammen mit seiner älteren Schwester Yara und seiner Mutter Keri in einem Pancake-Werbespot der Restaurantkette IHOP. Das Jahr 2016 begann mit einer Reihe von Filmauftritten und mit einer der Hauptrolle in der ABC-Fernsehserie Uncle Buck.
Zu Sayeed Shaidis Filmauftritten in diesem Jahr zählen unter anderem die Rolle des Finn im Kurzfilm The Sand Box von Jennifer Kramer in Donald Trump’s The Art of the Deal: The Movie von Funny or Die über den US-Präsidentschaftskandidaten Donald Trump. Des Weiteren wurde er 2016 in einer Episode von Das geheimnisvolle Kochbuch, einer Serie der Amazon Studios basierend auf dem gleichnamigen Buch von Cindy Callaghan, eingesetzt. Hierbei wurde ihm die deutsche Stimme von Laurin Lechenmayr geliehen.

## Filmografie
Filmauftritte (auch Kurzauftritte)
- 2004: Till Death
- 2009: Bless This Mess (Pilotfilm)
- 2010: Unthinkable – Der Preis der Wahrheit (Unthinkable)
- 2011: Rip City
- 2011: The Last Fall
- 2012: Alex Cross
- 2016: The Sand Box (Kurzfilm)
- 2016: Donald Trump’s The Art of the Deal: The Movie

Serienauftritte (auch Gast- und Kurzauftritte)
- 2008: Samantha Who? (1 Episode)
- 2009: In the Motherhood (6 Episoden)
- 2010: Ehe ist… (’Til Death) (1 Episode)
- 2010: 100 Questions (1 Episode)
- 2010–2011: The Event (4 Episoden)
- 2011: Desperate Housewives (3 Episoden)
- 2011: Pair of Kings – Die Königsbrüder (Pair of Kings) (1 Episode)
- 2011: Happy Endings (1 Episode)
- 2012: Doc McStuffins, Spielzeugärztin (Doc McStuffins) (Sprechrolle; 1 Episode)
- 2012: Dr. House (House, M.D.) (1 Episode)
- 2012–2013: The First Family (22 Episoden)
- 2014: Intelligence (1 Episode)
- 2015: Switched at Birth (6 Episoden)
- 2015: Code Black (1 Episode)
- 2016: Das geheimnisvolle Kochbuch (Just Add Magic) (1 Episode)